# ایروینگ جانیس
ایروینگ لستر جانیس (انگلیسی: Irving Janis؛ ۲۶ مه ۱۹۱۸ – ۱۵ نوامبر ۱۹۹۰) روان‌شناس اهل ایالات متحده آمریکا بود.
وی یک روانشناس پژوهشی در دانشگاه ییل و یک استاد مقطع کارشناسی در دانشگاه کالیفرنیا، برکلی بود.
وی معروف‌ترین نظریه خود را در مورد «گروه‌بندی» که خطاهای سیستماتیک توسط گروه‌ها را در هنگام تصمیم‌گیری‌های جمعی توصیف کرد.
مرور کلی روانشناسی عمومی، که در سال ۲۰۰۲ منتشر شد، جانیس را به عنوان روان‌شناس ۷۹ قرن بیست و یکم معرفی کرد.
وی همچنین برندهٔ جوایزی همچون کمک‌هزینه گوگنهایم شده‌است.